# Aberto da República 2022
L'Aberto da República 2022 è stato un torneo professionistico di tennis giocato sulla terra rossa. È stata 2ª edizione del torneo, facente parte della categoria della categoria W60 dell'ITF Women's World Tennis Tour. Si è giocato al Rio Tennis Academy di Rio de Janeiro, in Brasile, dal 28 novembre al 4 dicembre 2022.

## Partecipanti al singolare

### Teste di serie
| Nazionalità | Giocatrice             | Ranking* | Testa di serie |
| ----------- | ---------------------- | -------- | -------------- |
| Ungheria    | Réka Luca Jani         | 110      | 1              |
| Brasile     | Laura Pigossi          | 118      | 2              |
| Stati Uniti | Hailey Baptiste        | 176      | 3              |
| Turchia     | İpek Öz                | 214      | 4              |
| Spagna      | Rosa Vicens Mas        | 226      | 5              |
|             | Irina Khromacheva      | 239      | 6              |
| Brasile     | Gabriela Cé            | 254      | 7              |
| Argentina   | Julia Riera            | 270      | 8              |
| Spagna      | Yvonne Cavallé Reimers | 288      | 9              |

- Rankings al 21 novembre 2022.

### Altre partecipanti
Le seguenti giocatrici hanno ricevuto una wild card per il tabellone principale:
- Ana Candiotto
- Gabriela Felix da Silva
- Maria Carolina Ferreira Turchetto
- Paola Ueno Dalmonico

Le seguente giocatrici sono passate dalle qualificazioni:
- Bianca Bernardes
- Cecilia Costa
- Maria Luisa Oliveira
- Rebeca Pereira
- Luana Plaza Araújo
- Francesca Maguiña Bunikowska
- Anna Rogers
- Christina Rosca

## Campioni

### Singolare
Iryna Shymanovich ha sconfitto in finale  Irina Khromacheva con il punteggio di 6–2, 5–7, 6–4.

### Doppio
Ingrid Gamarra Martins /  Francisca Jorge hanno sconfitto in finale  Anna Rogers /  Christina Rosca con il punteggio di 6–4, 6–3.